# Proslogion
Le Proslogion (terme hellénisé pour « entretien ») est un essai de théologie écrit en latin entre 1077 et 1078 par le moine et philosophe catholique Anselme d'Aoste. C'est la plus célèbre des œuvres d'Anselme : il y expose une démonstration a priori de l'existence de Dieu appelée « argument ontologique », qui donne au Proslogion « un rôle de tout premier plan [...] dans l'histoire de la philosophie médiévale et moderne ».

## Contexte de l'écriture de l'ouvrage
Anselme écrit le Proslogion entre 1077 et 1078, alors qu'il est prieur de l'Abbaye Notre-Dame du Bec, en Normandie. C'est son deuxième ouvrage important, le premier après le Monologion de 1076.
Cet ouvrage s’inscrit dans un contexte occidental de “relations plus agressives à l’égard de Byzance, des Juifs et des Arabes”, dont il cherchait donc à se distinguer. Cela soulevait de nouvelles discussions dans la religion car après ces distinctions, il s’agissait de placer la foi des chrétiens dont fait partie Anselme comme étant la bonne. “Il fallait dès lors élaborer un discours rationnel sur Dieu, son existence et sa nature”. Les relations houleuses de la chrétienté occidentale avec les autres religions sont constitutives des pensées des théologiens d’alors, et c’est ainsi qu’Anselme présenta en premier lieu le Monologion.
Dans le Monologion Anselme avait proposé un certain nombre d'arguments, a posteriori, afin de prouver l'existence de Dieu. Le corps de son argumentaire se fonde alors sur des considérations platonico-augustiniennes, : on constate que les objets sensibles sont caractérisés par différents degrés de bonté, perfection et d'existence, et il est admis, sur le principe, que si les choses sont plus ou moins bonnes et parfaites, autrement dit avec une plénitude ontologique supérieure ou inférieure, il est admis aussi que cela dépend de leur rapport plus ou moins direct avec le principe de la bonté en soi, de la perfection en soi et de l'absolu qui est Dieu, en vertu duquel les choses créées se sont vu attribuer une part finie de bonté, de perfection, et d'existence (mais également de tout autre attribut positif que cette chose peut avoir); il en découle que Dieu doit exister en tant que principe à partir de duquel toutes les choses finies ont initialement obtenu les qualités positives par lesquelles elles sont caractérisées.
Bien qu'il ait considéré comme valides et définitifs ses arguments, Anselme n'était pas pleinement satisfait, et a commencé à chercher une démonstration de l'existence de Dieu d'une manière plus simple et qui soit auto-suffisante. Peu de temps plus tard, il trouve l'argument qu'il lui fallait et le présente dans le Proslogion.
Initialement Anselme avait pensé à titrer l'œuvre Fides quaerens intellectum ("la foi en quête d'intelligence"), une expression qui témoigne de la conception anselmienne de la relation qui doit exister entre la raison et la foi : la foi est le principe de toute connaissance, mais la raison a le droit et le devoir de clarifier et, dans la mesure du possible, de comprendre le contenu de la révélation. Anselme déclare avoir écrit le Proslogion en « s'effor[çant] d'élever son esprit à contempler Dieu et [en] cherch[ant] à comprendre ce qu'il croit » (Proslogion, Avant-propos). Mais en référence au fait que le texte est structuré comme un discours de l'auteur qui s'adresse à une deuxième personne, Dieu, le titre a été changé, sur les conseils de Hugh de Lyon. Il est alors devenu Alloquium de ratione fidei ("Interview/discours sur la rationalité de la foi") comme le titre du Monologion, qui était initialement Exemplum meditandi de ratione fidei ("un exemple de la méditation sur la rationalité de la foi") et fut changé dans Monoloquium de ratione fidei. Enfin, les deux noms Monoloquium et Alloquium ont été grécquisés Monologion et Proslogion (deux termes qui, cependant, n'existent pas en grec) et le de ratione fidei a été abandonné dans les deux titres.

## Résumé des chapitres

### Préambule
Le préambule résume la pensée mais surtout le projet d’Anselme : il écrit cet ouvrage car cela l’intéresse personnellement (contrairement au Monologion qui lui a été commandité par ses frères). Il expose sa méthode : chercher une preuve unique pour quelqu'un qui croit.
Sauf que cette preuve s’est imposée à lui (Un jour donc qu[e cette preuve] me pressait avec un nouvel acharnement et que j'étais plus fatigué que jamais de cette lutte incessante, au milieu même de ce conflit de mes pensées, ce que j'avais inutilement cherché vint s'offrir tout-à-coup à mon esprit). Il ne l’a pas trouvée volontairement.
On apprend aussi dans ce préambule le titre original du Proslogion qu’il n’avait pas signé : "Allocution sur l’existence de Dieu", ou plus précisément “La foi cherchant intellect”.

### Chapitre I
Où l’on excite l’esprit à contempler Dieu
Ce chapitre est en fait le début de la réflexion d’Anselme, on y voit la dénonciation des limites de son esprit, il montre aussi les difficultés d’une recherche d’un être au delà de l’être. C’est dans ce premier chapitre que Anselme affirme qu’il cherche la vérité et qu’il cherche Dieu. Pour comprendre Dieu, il faut être capable d’avoir la foi, car pour lui la foi est nécessaire à la compréhension.

### Chapitre II
Que Dieu est vraiment
Ce chapitre traite de la preuve de dieu.
Dieu est défini comme étant « quelque chose de tel que rien ne se peut penser de plus grand ». Tout ce qui est compris est dans l’intellect, au sens où Dieu existe par concept. Il y a au moins deux plans de l’être pour Anselme : In Re et In Intellectu. Ainsi, si tout ce qui est compris est dans l’intellect, et si ce qui est dans l’intellect existe, alors, l’insensé, en comprenant la définition de Dieu, donne l’existence à Dieu. Il est nécessaire de penser que Dieu existe vraiment, sinon il n’est pas Dieu tel qu’on le définit. Tout repose sur la présupposition que ce qui est dans l’intellect est vrai.

### Chapitre III
Qu’on ne peut penser qu’il n’est pas
Dans ce chapitre, nous sommes obligés d’admettre la preuve de Dieu de St Anselme. Ainsi, si on admet cette preuve alors nous sommes obligés de penser l’existence de Dieu.
Dieu est véritable. Le seul qui ne peut admettre cela est un fou, un insensé.

### Chapitre IV
Comment l’insensé a-t-il dit dans son cœur ce qu’on ne peut penser
Il y a une différence entre penser une chose et comprendre ce qu’est la chose. Ainsi, si on pense une chose, nous pouvons penser que Dieu n’est pas. Mais si nous comprenons ce qu’est la chose alors nous ne pouvons pas penser que Dieu n’est pas.  

### Chapitre V
Que Dieu est tout ce qu’il est meilleur d’être que de n’être pas, et que seul existant par soi, il fait tout le reste de rien.
La perfection de la chose est plus grande quand la chose est que lorsqu’elle n’est pas. Aussi, Dieu existe par lui-même et pour lui-même. (S’il avait été créé, il y aurait quelque chose de plus grand que lui.)
Ce chapitre prépare les chapitres qui suivent, pour résoudre les contradictions de Dieu.

### Chapitre VI
Comment il est sensible, alors qu’il n’est pas corps
Comment Dieu peut être sensible sans corps ? Comment peut-il être tout puissant s’il ne peut pas tout ? Comment peut-il être miséricordieux et impassible ?
Sentir est en fait aller vers la connaissance (en tant que d’une certaine façon, sentir revient à connaître -via les sens-)
Donc Dieu est souverainement sensible en tant qu’il connait tout, mais pas comme un animal ou un humain.

### Chapitre VII
Comment il est tout puissant, alors qu’il y a bien des choses qu’il ne peut pas
Anselme répond à la seconde question énoncée au chapitre précédent : Comment peut il être tout puissant s’il ne peut pas tout. Il met en évidence la contradiction entre la toute puissance et ce qui ne peut tout. Comme avec l'exemple du mensonge : si on ne peut mentir, on ne peut pas tout. Cela viendrait en fait d’une erreur de langage. La bonne formulation désignant le fait de ne pas mentir serait de “pouvoir dire la vérité”. Ainsi, Dieu le peut, et mentir serait “ne pas pouvoir dire la vérité”, donc une faiblesse, dont l’homme est capable.

### Chapitre VIII
Comment il est miséricordieux et impassible
Anselme répond ici à sa troisième question. Comment Dieu peut il être à la fois miséricordieux et impassible ?  Ce paradoxe se résout en mettant en lumière la dissonance de langage entre le langage humain (où Dieu est miséricordieux) et le langage divin (où Dieu est impassible). Ainsi donc, dans le monde humain, on sent sa miséricorde, alors qu’il est impassible divinement. Il y a une univocité de ce sentiment. La miséricorde est ressentie pour l’homme, mais il n’y a pas d’empathie de la part de DIeu.

### Chapitre IX
Comment le tout juste et le souverainement juste épargne les méchants ; et que c’est justement qu’il a pitié des méchants
Ce chapitre met en évidence la contradiction entre la justice la plus droite et la clémence envers les méchants. Seulement, la miséricorde de Dieu, la clémence qu’il apporte, est toujours dans le sens de la justice, en tant que justice divine, et ce, même si nous ne la comprenons pas du point de vue humain. Aussi, Anselme nous apprend que Dieu est bon parce qu’il est juste. Et Dieu est miséricordieux parce qu’il est juste.
“ Ce qui est fait injustement ne doit pas se faire, et Dieu ne ferait pas ce qui ne doit pas se faire. Donc il fait forcément justement. ”.

### Chapitre X
Comment c’est justement qu’il punit les méchants, et justement qu’il les épargne
Ce chapitre traite de l’application de cette miséricorde et de cette clémence. Il est juste que les bons aient des biens et les méchants des maux. Pourtant, les méchants sont parfois épargnés, parfois punis. Cette double application s’explique par le fait que c’est la bonté de Dieu qui est à l’oeuvre lorsqu’il épargne un méchant, or, ce que Dieu veut est toujours juste. Le juste divin n’est pas le même juste que le juste humain. De ce fait, ce qui peut paraître injuste à l’homme peut être juste pour Dieu (d’où sa miséricorde) et inversement.

### Chapitre XI
Comment toutes les voies du Seigneur sont miséricorde et vérité, et comment cependant le Seigneur est juste dans toutes ses voies
Pourtant, Anselme remet cette justice en Dieu par une allocution envers Dieu : “N’est-il donc pas juste également selon toi, Seigneur, que tu punisses les méchants ?” Il a été admis dans les chapitres précédents que Dieu était le plus juste des justes. Or, est plus juste celui qui rétribue les bons et rétribue également les méchants que celui qui rétribue seulement les bons. Sinon, cela crée une partialité. Dans ce chapitre, l’idée est qu’est juste ce que Dieu veut, et injuste ce que Dieu ne veut pas. Ainsi, il peut être juste de vouloir du bien aux méchants : c’est la bonté de Dieu qui accorde la clémence à certains méchants, et sa justice qui lui en fait condamner d’autres.

### Chapitre XII
Que Dieu est la vie même dont il vit, et de même des choses semblables
Dieu est sa propre cause. Il vit et existe par lui-même et, tous ses attributs (qualités) lui viennent de lui-même et ne lui sont pas donnés extérieurement. Aussi, ces attributs n’existent pas indépendamment de Dieu.

### Chapitre XIII
Comment lui seul il est incirconscrit et éternel, alors que les autres esprits sont incirconscrits et éternels
Il est énoncé dans ce chapitre que ce qui est contenu (par quelque chose, comme une loi, un espace...) est moins que ce qui n’est pas contraint (par quelque chose). Or, si Dieu est la chose telle que l’on ne peut rien penser de plus grand, alors Dieu est la seule chose incirconscrite, qui n’est pas limitée, contenue. Dieu est le seul éternel (car il ne cesse pas d’être). Pourtant, on dit que certains esprits sont incirconscrits. Si ceux-là ne peuvent pas être corporels (car limités par leurs corps), certains sont à la fois circonscrits et non circonscrits : ce sont ceux qui sont à plusieurs endroits en même temps sans être partout. Anselme invoquera ici l’âme, qui est selon lui incirconscrite et éternelle, mais pas de la même manière que Dieu.

### Chapitre XIV
Comment et pourquoi ceux qui cherchent Dieu le voient et ne le voit pas
Le texte reprend ici une forme beaucoup plus intime que précédemment, avec une adresse très directe à Dieu. Ici apparaît le doute : tout est remis continuellement en question. Anselme en est dans sa réflexion au point où il a conclu que Dieu existe nécessairement et qu’il est enraciné dans la nature humaine. Il remet pourtant cette conclusion en doute, puisque celle-ci ne crée en lui aucun ressenti (CITATION REF “Pourquoi mon âme ne te sent-elle pas, Seigneur Dieu, si elle t’a trouvé ?”). Le seul sentiment visible dans ces lignes est l’angoisse d’Anselme
Ainsi donc Anselme se pose un problème méthodologique : peut-être n’est-ce pas la bonne manière de chercher Dieu. Si Dieu est la lumière vraie, peut être peut on accéder à Dieu sans passer directement vers la lumière vraie. (Nous trouvons ici une métaphore platonicienne du soleil : Il y a une source de lumière que l’on ne peut pas voir, car elle est trop forte pour notre œil nu. Cependant, on a besoin de cette source de lumière pour voir. Aussi, on peut voir une certaine lumière sans en voir sa source.) Ainsi donc, on ne pourrait rien connaître, voir, sentir, sans Dieu, mais on ne peut connaître, voir, sentir, Dieu. La vérité tout entière est en Dieu, donc on peut voir la vérité, sans voir sa source.

### Chapitre XV
Qu’il est plus grand que l’on ne peut penser
Il est ici question des conséquences du chapitre précédent : Dieu est quelque chose de plus grand que ce que l’on ne peut penser.

### Chapitre XVI
Que c’est là la lumière inaccessible qu’il habite
Dieu habite dans une lumière inaccessible. Ce chapitre est très proprement métaphysique. Il y est fait une métaphore entre Dieu et le soleil. Avec cette métaphore de la lumière, il montre bien que les êtres sont illuminés par la cause qui donnent leur existence, c’est-à-dire que le Soleil représente Dieu.. Dieu est cause de l’être. Et l’être se meut dans la lumière de Dieu. Pourtant, cette métaphore a une limite : Le soleil ne représente pas Dieu dans sa totalité. Il n’est qu’un élément de Dieu. Donc Dieu est au-delà de l’être.

### Chapitre XVII
Qu’en Dieu il y a harmonie, odeur, saveur, douceur beauté, d’ineffable façon
   L’âme ne sent pas Dieu ni sa lumière (odeur, harmonie, douceur…) rien ne peut être dit de Dieu. Il y a une inefficacité du langage et des sens. Cela signifie que même si Dieu est là, nos sens humains ne le perçoivent pas et, notre langage humain ne le dit pas.

### Chapitre XVIII
Qu’en Dieu, ni dans  l’éternité qui est sienne et qu’il est, il n’y a de parties
On ne trouve pas Dieu quand on le cherche : on le trouve quand on ne le cherche pas. Il se montre à des moments inopportuns, comme la révélation violente de Anselme que l’on trouve dans le préambule.
Anselme se demande si chacun des aspects de Dieu (bonté, béatitude…) est une partie de Dieu, ou si chacune de ces choses découlent de Dieu. Il trouve comme réponse que Dieu est entier et indivisible. Toutes ces choses sont un tout qui est Dieu, et ne forment pas un tout qui pourrait être divisible. Dieu est indivisible, tel l’éternité. De ce fait il est partout tout le temps et en même temps.

### Chapitre XIX
Qu’il n’est pas en lieu ni en temps, mais que tout est en lui
On apprend dans ce chapitre que l’on ne peut pas dire de Dieu que “hier il était” et que “demain il sera”. Il faut utiliser le présent : “Hier Dieu est”, “Demain Dieu est”. De cette façon, Dieu reste indivisible.
Et plus précisément, Dieu est hors du temps et non dans le temps (car s’il était circonscrit au temps, il ne serait pas la chose la plus grande)

### Chapitre XX
Qu’il est avant toutes choses et au-delà de toutes, même les éternelles
Dieu est en tout et il contient tout. Il est avant et après tout : C’est une omniscience divine. Les choses (même celles qui n’ont pas de fin) sont grâce à Dieu, ou plus précisément, sans Dieu, elles ne sont pas, puisque Dieu est présent dans toutes les choses. Dieu, lui, ne peut pas être diminué, et ce même en pensée : Si l’on peut imaginer des fins aux choses, on ne peut pas en imaginer à Dieu. Or, en suivant le paradigme mis en place par Anselme dans son Chapitre II, si on imagine une fin à quelque chose, cela donne déjà une existence à cette fin. Dieu est donc supérieur à ces choses, car ce qui n’a de fin d’aucune manière est supérieur à ce qui a une fin. On peut aussi adjoindre à cela que ce qui n’a pas de fin a cependant un début, et que Dieu est déjà là où ces choses sans fin ne sont pas encore (Puisque Dieu est -déjà- demain).

### Chapitre XXI
Si c’est le siècle du siècle ou les siècles des siècles
Dans ce chapitre, pour Anselme Dieu est l'éternité, mais il est surtout le siècle du siècle, car s'il était siècles des siècles, par sa pluralité, il serait divisible.

### Chapitre XXII
Qu’il est le seul à être ce qu’il est et qu’il est.
Ici, Anselme insiste sur le fait que Dieu est indivisible, mais surtout homéomère. Il n’est pas un simple assemblage qui pourrait s’assembler différemment et donc Dieu pourrait être autre. De plus, Dieu est ce qu’il est tout le temps et constamment. Ce qu’il a été il l’est encore et le sera toujours, constamment, et se suffisant à lui-même.

### Chapitre XXIII
Que ce bien est, à l’égalité,  père, fils et saint-esprit ; et qu’il est l’unique nécessaire, qui est tout bien, bien tout entier et seul bien
Dieu est tellement simple et parfait, que ne peut naître de lui que lui-même. D’où la double appellation Verbe qui correspond à Seigneur et à Christ. L’esprit-saint étant ce qui se passe entre l’un et l’autre. C’est l’amour. La seule chose nécessaire à Dieu est le bien, qu’il est lui-même.

### Chapitre XXIV
Conjecture sur la qualité et la quantité de ce bien
La notion du bien y est abordée. L’âme humaine pense du bien de Dieu, donc l’âme est un bien de qualité et de quantité. Ainsi, le bien absolu engloberait tous les biens (y compris l’âme). Ces biens seraient pour Anselme des “choses délectables”.

### Chapitre XXV
Quels biens, et de quelle grandeur, sont à ceux qui jouissent de lui
Anselme se questionne. Pourquoi l’homme chercherait-il tous ces biens? Alors que le seul bien essentiel est Dieu? Selon lui, il faudrait aimer le seul et unique bien : Dieu. Ainsi, après avoir énoncé de nombreux biens, Anselme affirme que l’amour de Dieu est le seul bien que l’on ne perdra jamais.

### Chapitre XXVI
Si c’est la joie pleine que promet le seigneur
Anselme affirme qu’”une fois le cœur plein, l’esprit plein, l’âme pleine, tout l’homme plein de cette joie, il y aura encore de la joie au-delà de toute mesure”. Ainsi, la joie est pleine si et seulement si l’homme est rempli d’amour. Pour Anselme Dieu fait la joie, et l’homme reçoit de Dieu cette joie afin de pouvoir être heureux.

## La preuve
Comme expliqué précédemment, Anselme voulait une preuve unique et autosuffisante, c'est alors qu'il trouva l'argument ontologique. Il peut être résumé comme suit :
Dans les textes sacrés, Dieu est présenté comme ce dont on ne connait rien de plus grand (aliquid quo nihil maius cogitari possit). Or même l'« insensé » qui nie l'existence de Dieu a dans son intelligence une représentation de Dieu. Mais si Dieu existe dans la pensée et qu'il est tel que rien de plus grand ne peut être conçu, il doit exister également hors de l'intelligence de l'insensé. 

Pour clarifier cela Anselme fait une réduction à l'absurde (une mise en évidence de la contradiction que provoque la négation d'une théorie). Il expose alors que :

« Si ce qui est de plus grand n'est qu'un contenu mental, on pourrait concevoir quelque chose de plus grand et de meilleur, à savoir la même chose, mais avec la qualité d'existence. »